# Kūcheşfahān
Kūcheşfahān (persiska: کوچصفهان) är en ort i Iran.   Den ligger i provinsen Gilan, i den nordvästra delen av landet, 230 km nordväst om huvudstaden Teheran. Kūcheşfahān ligger 1 meter över havet och antalet invånare är 8 351.
Terrängen runt Kūcheşfahān är mycket platt.Runt Kūcheşfahān är det ganska tätbefolkat, med 155 invånare per kvadratkilometer. Närmaste större samhälle är Rasht, 16,2 km väster om Kūcheşfahān. Trakten runt Kūcheşfahān består till största delen av jordbruksmark.